# Ivana Baquero
Ivana Baquero Macías (Barcelona, 11 juni 1994) is een Spaanse actrice. Ze speelde de rol van Ofelia in El laberinto del fauno (2006), waarvoor ze lovende kritieken ontving en de Goya voor beste debuterend actrice kreeg toegekend. In 2016 werd ze gecast als Eretria in de televisieserie The Shannara Chronicles.

## Filmografie

### Film
| Filmografie als actrice |                        |
| Jaar                    | Titel                  |
| 2004                    | Romasanta              |
| 2004                    | Rottweiler             |
| 2006                    | El laberinto del fauno |
| 2008                    | The Anarchist's Wife   |
| 2009                    | The New Daughter       |
| 2013                    | Another Me             |
| 2014                    | The Misfits Club       |
| 2016                    | Gelo                   |
| 2017                    | Demonios tus ojos      |
| 2019                    | Feedback               |
| 2021                    | Black Friday           |

### Televisie
| Filmografie als actrice |                         |                     |
| Jaar                    | Titel                   | Aantal afleveringen |
| 2016-2017               | The Shannara Chronicles | 20                  |
| 2019-2020               | Alta Mar                | 22                  |

- Bibsys: 7026925
- Biblioteca Nacional de España: XX4617871
- Bibliothèque nationale de France: cb15568200f (data)
- Catàleg d'autoritats de noms i títols de Catalunya: 981058530451206706
- Gemeinsame Normdatei: 142143448
- International Standard Name Identifier: 0000 0001 1616 4833
- Library of Congress Control Number: no2007096973
- Nationale Bibliotheek van Tsjechië: xx0145516
- Nederlandse Thesaurus van Auteursnamen: 406342830
- Système universitaire de documentation: 119709368
- Virtual International Authority File: 32313114
- WorldCat: E39PBJtrW6JqrWCGXm4WKBDTHC